# Шэнахен, Кайл
Кайл Майкл Шэнахен (англ. Kyle Michael Shanahan) — американский тренер по американскому футболу, с 2017 года является главным тренером команды «Сан-Франциско Форти Найнерс», выступающей в Национальной Футбольной Лиге (НФЛ). До 2017 года Шэнахен работал координатором нападения «Хьюстон Тексанс», «Вашингтон Редскинс», «Кливленд Браунс» и «Атланты Фэлконс», с которой он вышел в Супербоул LI. Шэнахен является сыном бывшего тренера НФЛ Майка Шэнахена.

## Юность
Кайл Шэнахен родился 14 декабря 1979 года в семье Майка и Пегги Шэнахен в Миннеаполисе, штат Миннесота, где его отец тренировал футбольную команду университета Миннесоты. Шенахэн учился в Техасском университете в Остине, где играл в футбольной команде на позиции ресивера. В одной команде с Шэнахеном играли будущие игроки НФЛ Рой Уильямс, Седрик Бенсон, Бо Скафи, Майк Уильямс, Квентин Джаммер и Крис Симмс.

## Тренерская карьера

### Тампа-Бэй Бакканирс
В 2004 году главный тренер «Тампа-Бэй Бакканирс» Джон Груден нанял Шэнахена в качестве помощника тренера по подготовке нападения.

### Хьюстон Тексанс
В 2006 году Шэнахен перешёл в штаб «Хьюстон Тексанс», где работал под руководством Гэри Кубиака на позиции тренера ресиверов. Кубиак хорошо знал отца Кайла Майка Шэнахена, с которым он работал в качестве координатора нападения «Денвер Бронкос». В сезоне 2007 года Шэнахен был повышен до тренера квотербеков. В это же время университет Миннесоты предложил ему должность координатора нападения, но Шэнахен отклонил это предложение, поскольку хотел тренировать в НФЛ.
После сезона 2007 координатор нападения «Тексанс» Майк Шерман занял пост главного тренера Техасского университета A&M, и 11 января 2008 года Кайл Шэнахен был назначен новым координатором нападения. На тот момент Шэнахен являлся самым молодым координатором в НФЛ, будучи на три года младше Джона МакДэниелса из «Нью-Ингленд Пэтриотс».

### Вашингтон Редскинс
В 2010 году Шэнахен покинул «Тексанс» и перешёл на работу в «Вашингтон Редскинс», где присоединился к штабу своего отца, Майка Шэнахена. На фоне неудачного выступления команды в сезоне 2010 данное решение рассматривалось некоторыми болельщиками и аналитиками как акт кумовства. В Вашингтоне Шэнахен работал вместе с будущими тренерами НФЛ Шоном МакВеем и Мэттом ЛаФлером. 30 декабря 2013 года Кайл Шэнахен был уволен из «Вашингтон Редскинс» вместе со своим отцом и его штабом, после того как команда закончила сезон с результатом 3-13 и в третий раз за четыре года оказалась на последнем месте в дивизионе Восток НФК.

### Кливленд Браунс
Несмотря на плохие результаты «Редскинс» уже в феврале 2014 года Шэнахен был нанят «Кливленд Браунс» в качестве координатора нападения. 8 января 2015 года Шэнахен уволился из «Браунс» из-за конфликта с менеджментом команды, который хотел оставить Джонни Манзела в качестве стартового квотербека.
Шэнахен считал, что решение выпускать Манзела в стартовом составе было навязано тренерскому штабу, и настойчивое требование играть с ним (Манзелом), когда тот не был готов, изнуряло Шэнахена.

### Атланта Фэлконс
После ухода из «Браунс» Шэнахен был одним из кандидатов на позицию главного тренера в «Баффало Биллс», но принял предложение «Атланты Фэлконс» и занял пост координатора нападения. Сезон 2015 «Фэлконс» закончили с результатом 8-8, но уже в следующем году нападение команды с Шэнахеном во главе показало значительный прогресс и стало статистически лучшим нападением в НФЛ. К концу сезона «Фэлконс» заняли первое место в дивизионе Юг НФК с результатом 11-5, а квотербек команды Мэтт Райан был признан самым ценным игроком сезона, в чём многие специалисты видели заслугу Кайла Шэнахена. Сам Шэнахен был признан лучшим ассистентом 2016 года.
5 февраля 2017 года «Атланта Фэлконс» встречалась с «Нью-Ингленд Пэтриотс» в Супербоуле LI. К середине третьей четверти «Фэлконс» вели со счетом 28-3, однако упустили преимущество, и встреча закончилась победой «Нью-Ингленд» в овертайме со счетом 34-28. После поражения Шэнахен подвергся критике за неудачную игру нападения в конце встречи.

### Сан-Франциско Форти Найнерс
На следующий день после поражения в Супербоуле, 6 февраля 2017 года, Кайл Шэнахен был назначен главным тренером «Сан-Франциско Форти Найнерс». Он выиграл свою первую игру в предсезоне против «Канзас-Сити Чифс» со счетом 27-17, однако регулярный сезон «Сан-Франциско» начали с девяти поражений. 12 ноября 2017 года Шэнахен выиграл первую официальную игру в качестве главного тренера против «Нью-Йорк Джайентс» 31-21. Команда закончила сезон серией из 5 побед, после того как Шэнахен поставил в стартовый состав квотербека Джимми Гаропполо, которого «Сан-Франциско» получили в обмене с «Нью-Ингленд Пэтриотс» 31 октября 2017 года.
На третьей неделе сезона 2018 в игре против «Канзас-Сити Чифс» Джимми Гаропполо получил травму колена и досрочно окончил сезон. «Форти Найнерс» выиграли лишь 4 игры во втором сезоне Шэнахена.
В сезоне 2019 «Сан-Франциско» выиграли первые восемь игр и потерпели лишь три поражения, что позволило им занять первое место в дивизионе Запад НФК и выйти в плей-офф с первого места в Национальной Футбольной Конференции. Шэнахен стал третьим тренером в истории, чья команда показала результат 8-0 после того как проиграла первые восемь игр в предыдущем сезоне. 11 января 2020 года «Форти Найнерс» обыграли «Миннесоту Вайкинс» в дивизионном раунде со счетом 27-10 и вышли в финал НФК.

## Тренерская статистика
| Команда       | Год   | Регулярный сезон | Регулярный сезон | Регулярный сезон | Регулярный сезон | Регулярный сезон | Плей-офф | Плей-офф  | Плей-офф | Плей-офф  |
| ------------- | ----- | ---------------- | ---------------- | ---------------- | ---------------- | ---------------- | -------- | --------- | -------- | --------- |
| Команда       | Год   | Победы           | Поражения        | Ничьи            | % побед          | Место            | Победы   | Поражения | % побед  | Результат |
| Сан-Франциско | 2017  | 6                | 10               | 0                | .375             | 4 в Запад НФК    | -        | -         | -        | -         |
| Сан-Франциско | 2018  | 4                | 12               | 0                | .250             | 3 в Запад НФК    | -        | -         | -        | -         |
| Сан-Франциско | 2019  | 13               | 3                | 0                | .813             | 1 в Запад НФК    | 1        | 0         | 1.000    | -         |
| Итого         | Итого | 23               | 25               | 0                | .479             |                  | 1        | 0         | 1.000    |           |